# Лысые Горы (Саратовская область)

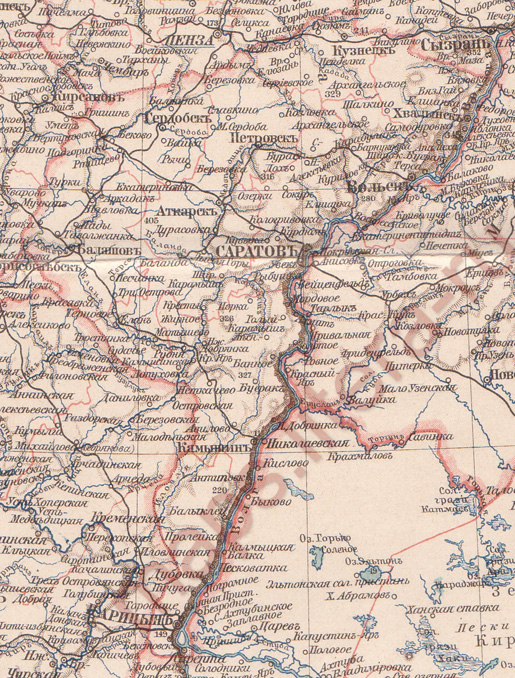
Лы́сая Го́ры на фрагменте карты Саратовской губернии, 1896 года.

Лы́сые Го́ры — посёлок городского типа в Саратовской области России, административный центр Лысогорского района. Образует одноимённое Лысогорское муниципальное образование со статусом городского поселения как единственный населённый пункт в его составе.
На карте Саратовской губернии, 1896 года — Лысая горы.

## География
Посёлок расположен в 78 км к западу от Саратова, на берегу реки Медведица. Железнодорожная станция на тупиковой однопутной ветке от станции Красавка до станции Калининск-Саратовский.

## История
Село Лысые горы основано в 1740 году как небольшая сторожа, казаками переехавшими из укрепления Лысые горы что около Тамбова на новое место. Хотя эти местности обитаемы казаками с более ранних времен (на реке Баланда уже был казачий Баландинский юрт, что фиксируют документы конца XVI века). С середины XIX века центр Лысогорской волости Аткарского уезда Саратовской губернии.
В 1745 году возводится церковь во имя святого великомученика Дмитрия Солунского, по которой второе название населённого пункта было Дмитриевское, возвено силами Григория Ивановича Орлова. А в 1875 году на средства землевладельца Александра Беляева и прихожан перестроена. На 1895 год, здание церкви деревянное, холодное, священник Павел Васильевич Введенский, псаломщик Иван Иванович Архангельский.
С 1928 года — центр Лысогорского района Саратовского округа Нижне-Волжского края (с 1936 года — в Саратовской области).
Решением исполнительного комитета Саратовского областного Совета депутатов трудящихся от 22 мая 1962 года объединены фактически слившиеся между собой населённые пункты: Лысые Горы, Старая Бахметьевка и Графщина в один населённый пункт, который отнесен к категории рабочих поселков, с присвоением наименования — рабочий посёлок Лысые Горы.

## Население
| 1939  | 1959  | 1970  | 1979  | 1989  | 2002  | 2009  | 2010  | 2011  |
| ----- | ----- | ----- | ----- | ----- | ----- | ----- | ----- | ----- |
| 1053  | ↗1448 | ↗6191 | ↗6736 | ↗7436 | ↗7557 | ↘7520 | ↘7180 | ↘7175 |
| 2012  | 2013  | 2014  | 2015  | 2016  | 2017  | 2018  | 2019  | 2020  |
| ↗7195 | ↗7232 | ↘7185 | ↘7168 | ↗7284 | ↘7247 | ↗7266 | ↘7198 | ↘7074 |
| 2021  |       |       |       |       |       |       |       |       |
| ↘6852 |       |       |       |       |       |       |       |       |

## Достопримечательности

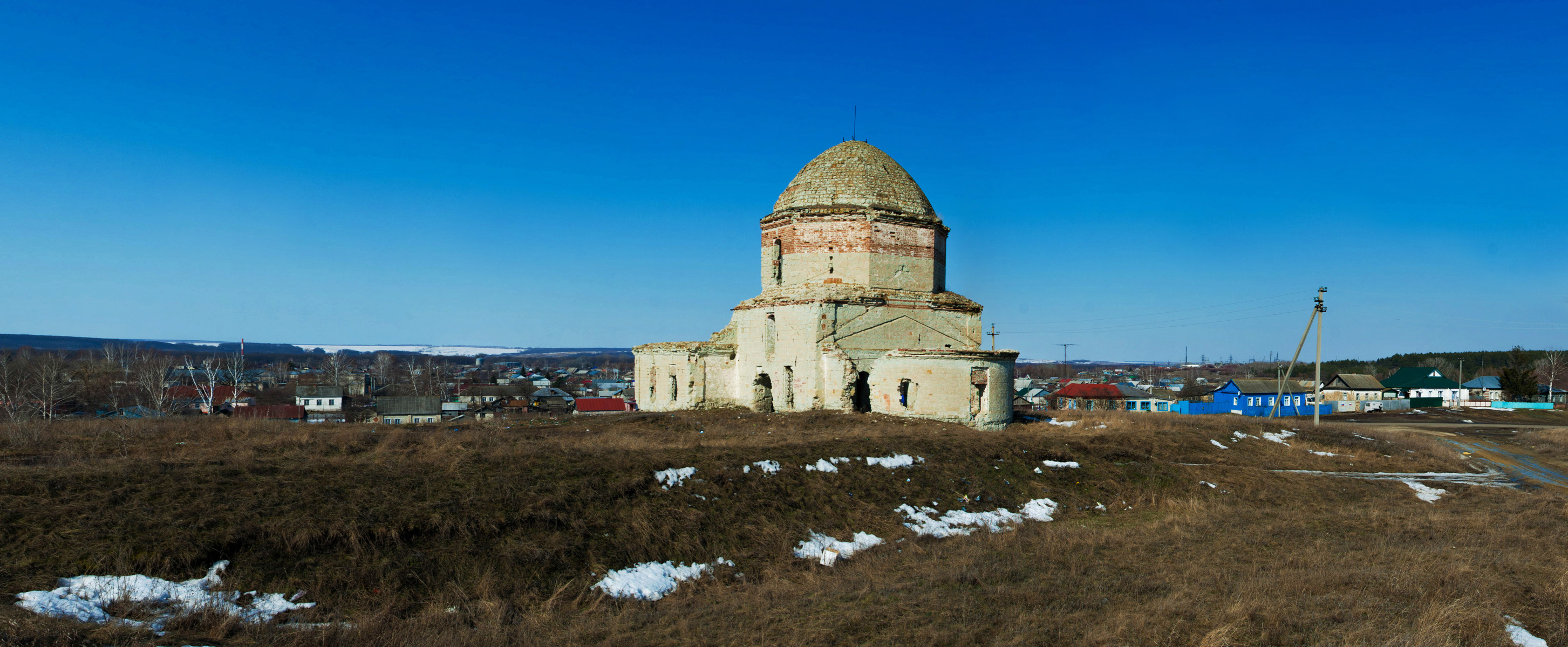
Церковь Иоанна Предтечи (Лысые Горы)
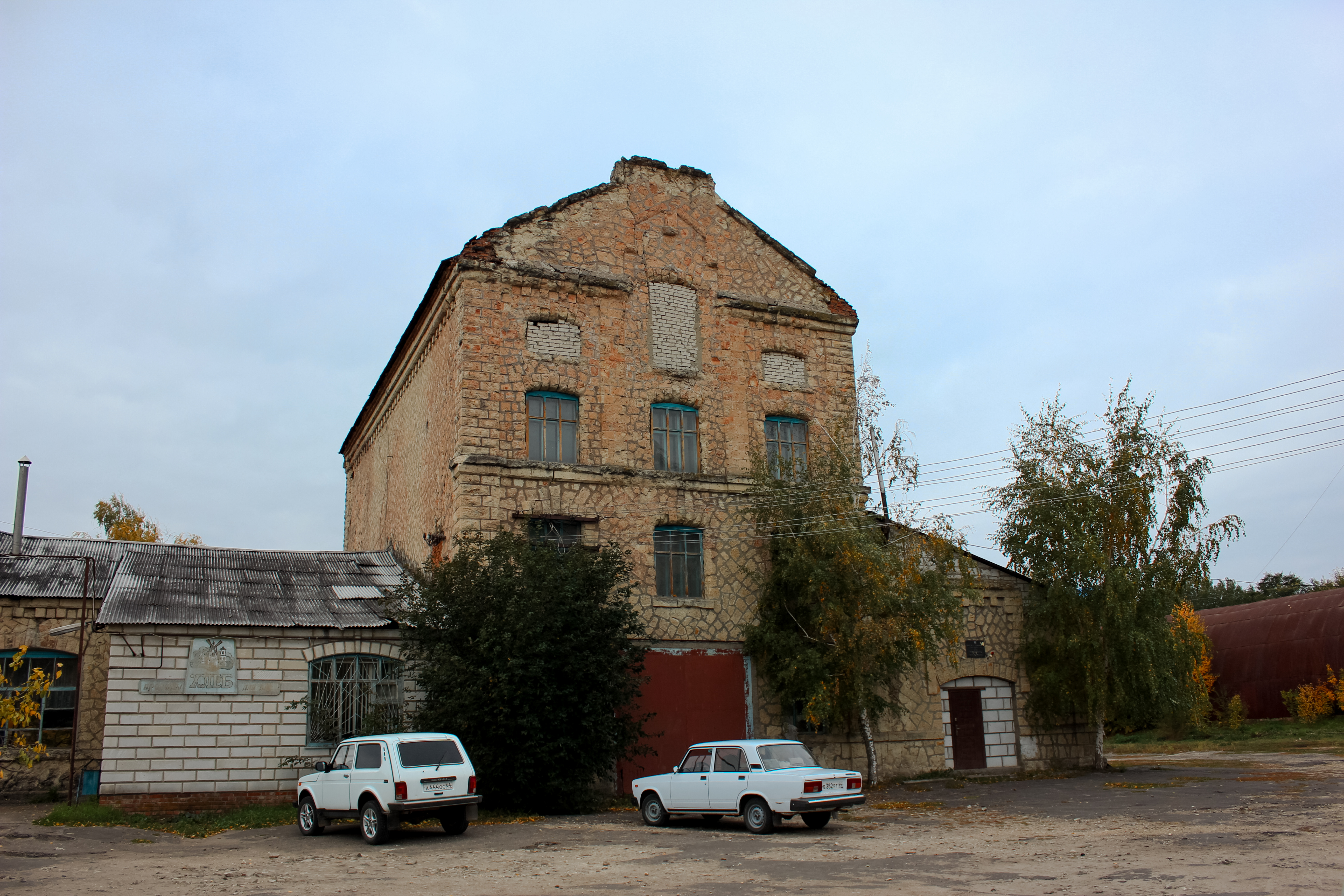
Мельница Бартеньева (Лысые Горы)

## Происшествия
- 26 января 2019 года в одном из кафе посёлка во время проведения мероприятия произошла утечка содержимого газового баллона с последующим возгоранием. По состоянию на 12:59 27 января 2019 года, в результате происшествия травмы получили 22 человека, один человек погиб[25][значимость факта?].

## Фотографии

Достопримечательности посёлка
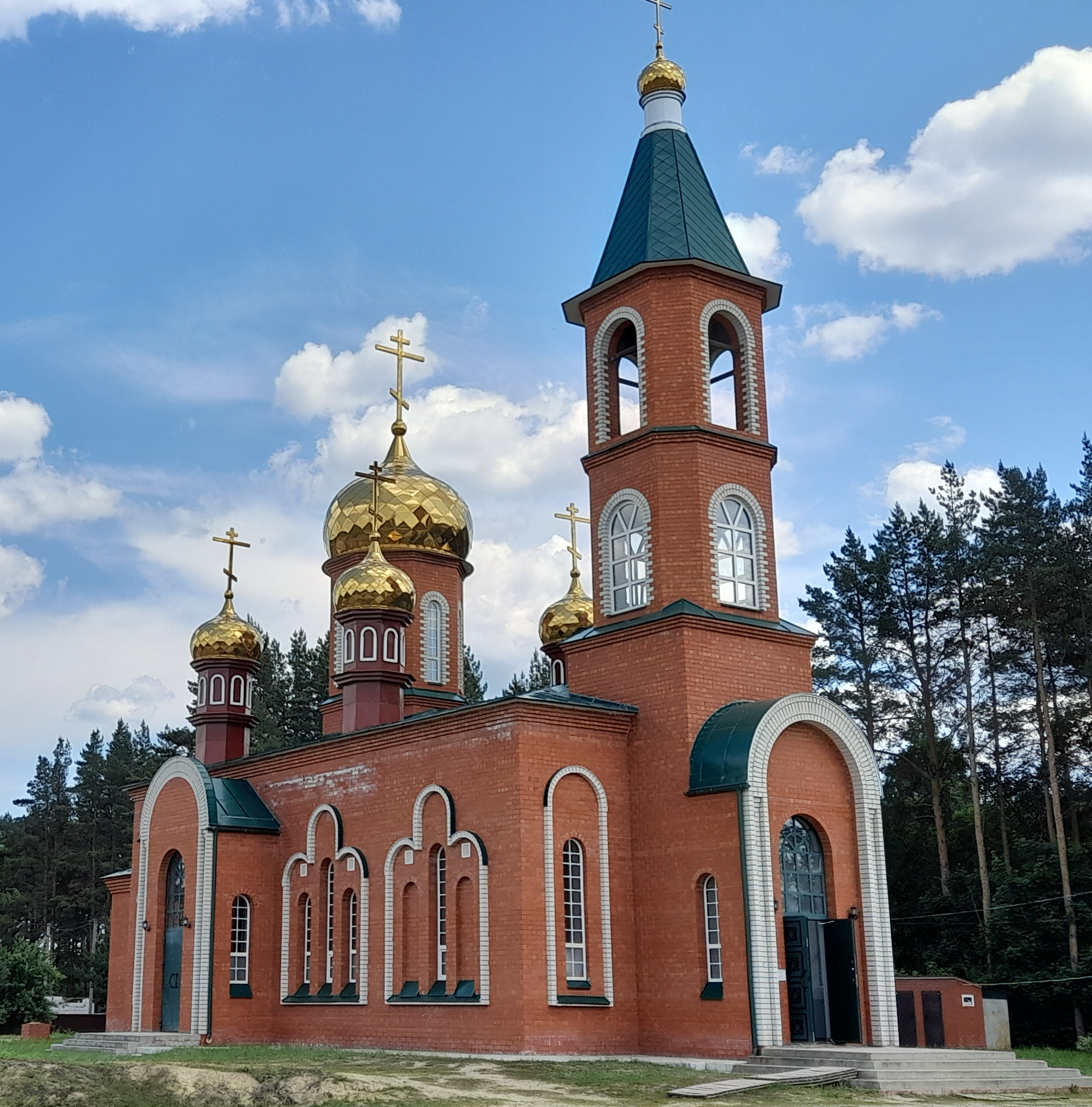
Дмитровская церковь
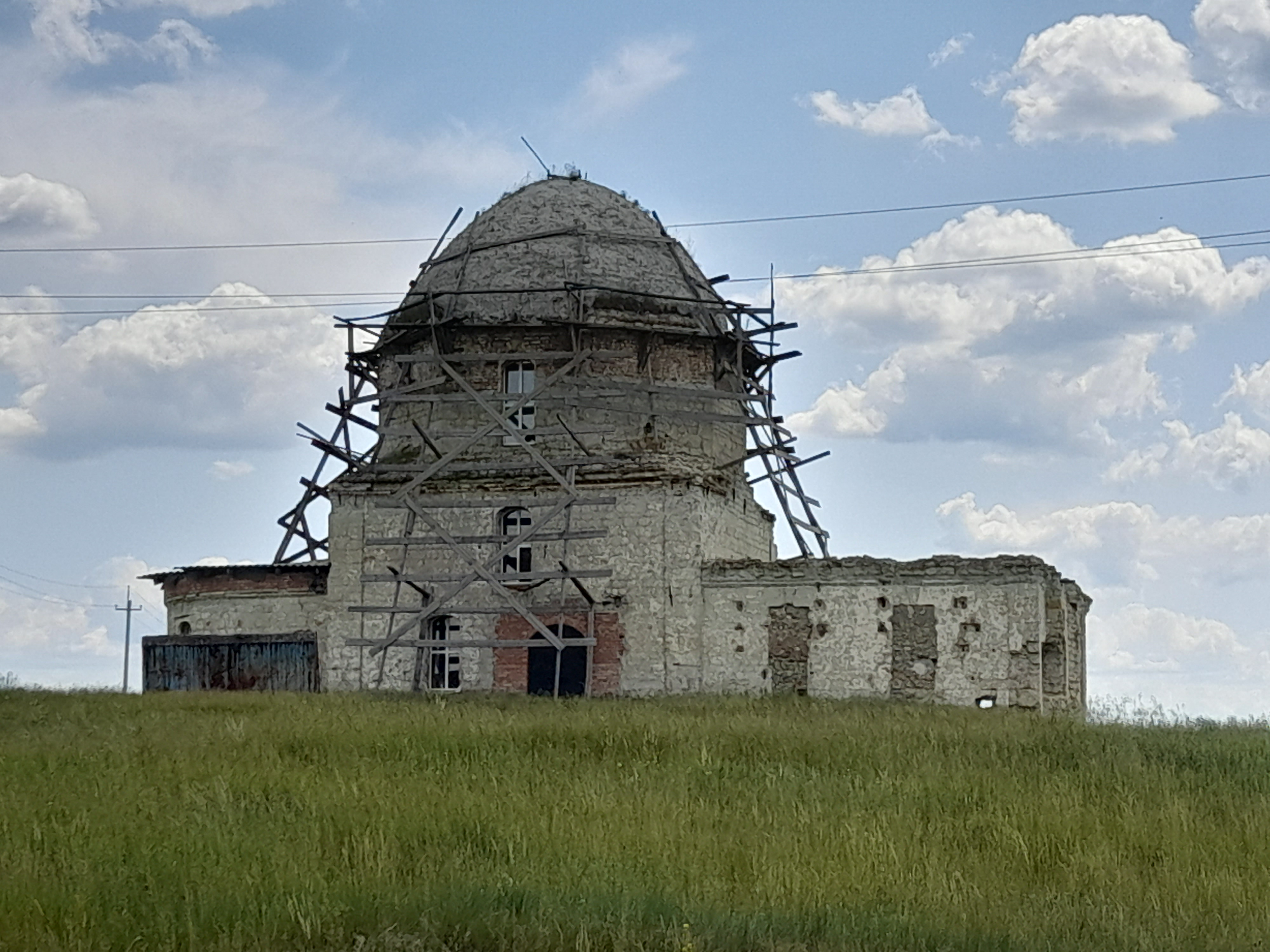
Иоанно-Предтеченская церковь
Мемориал
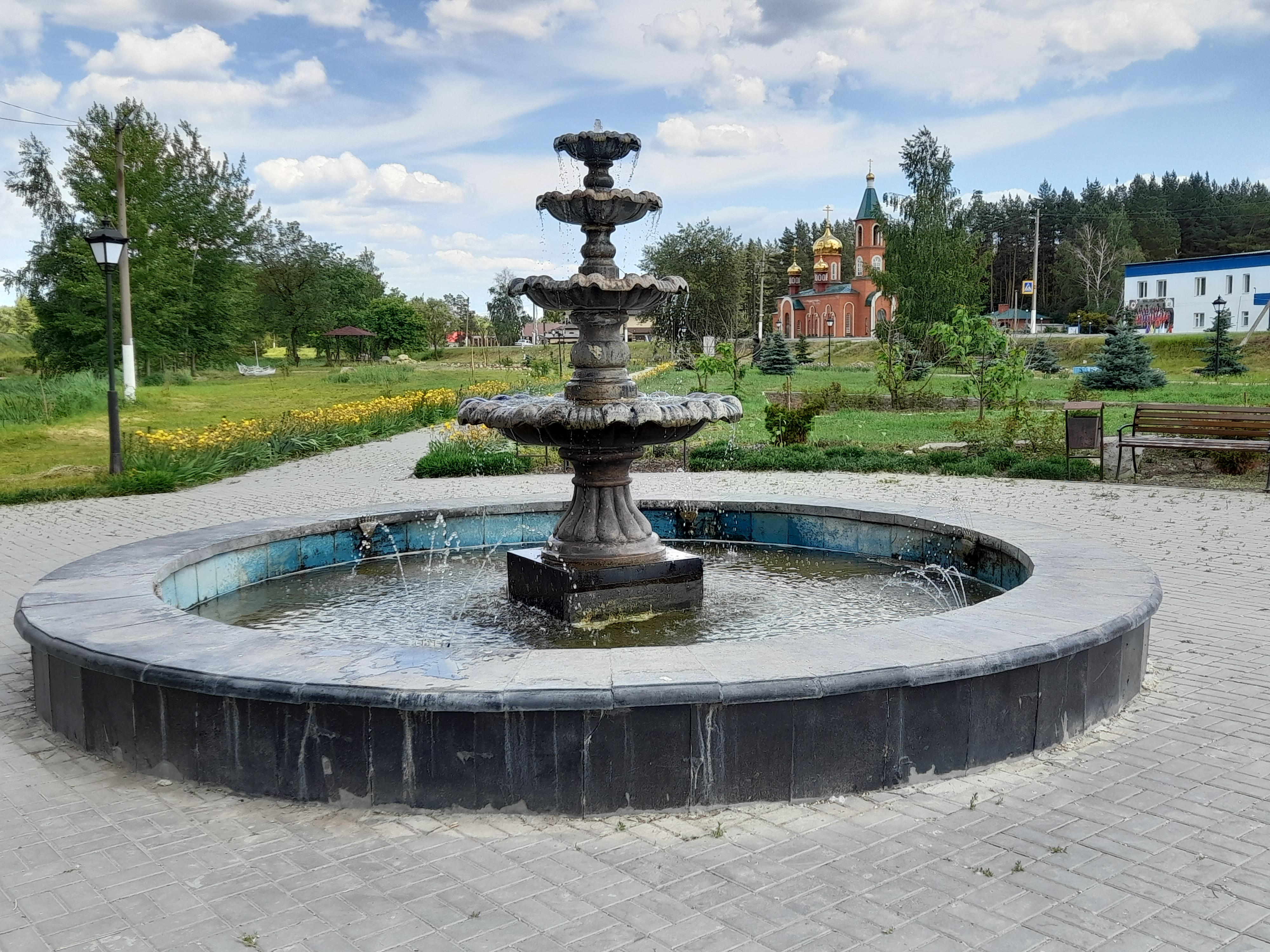
Фонтан

Виды посёлка
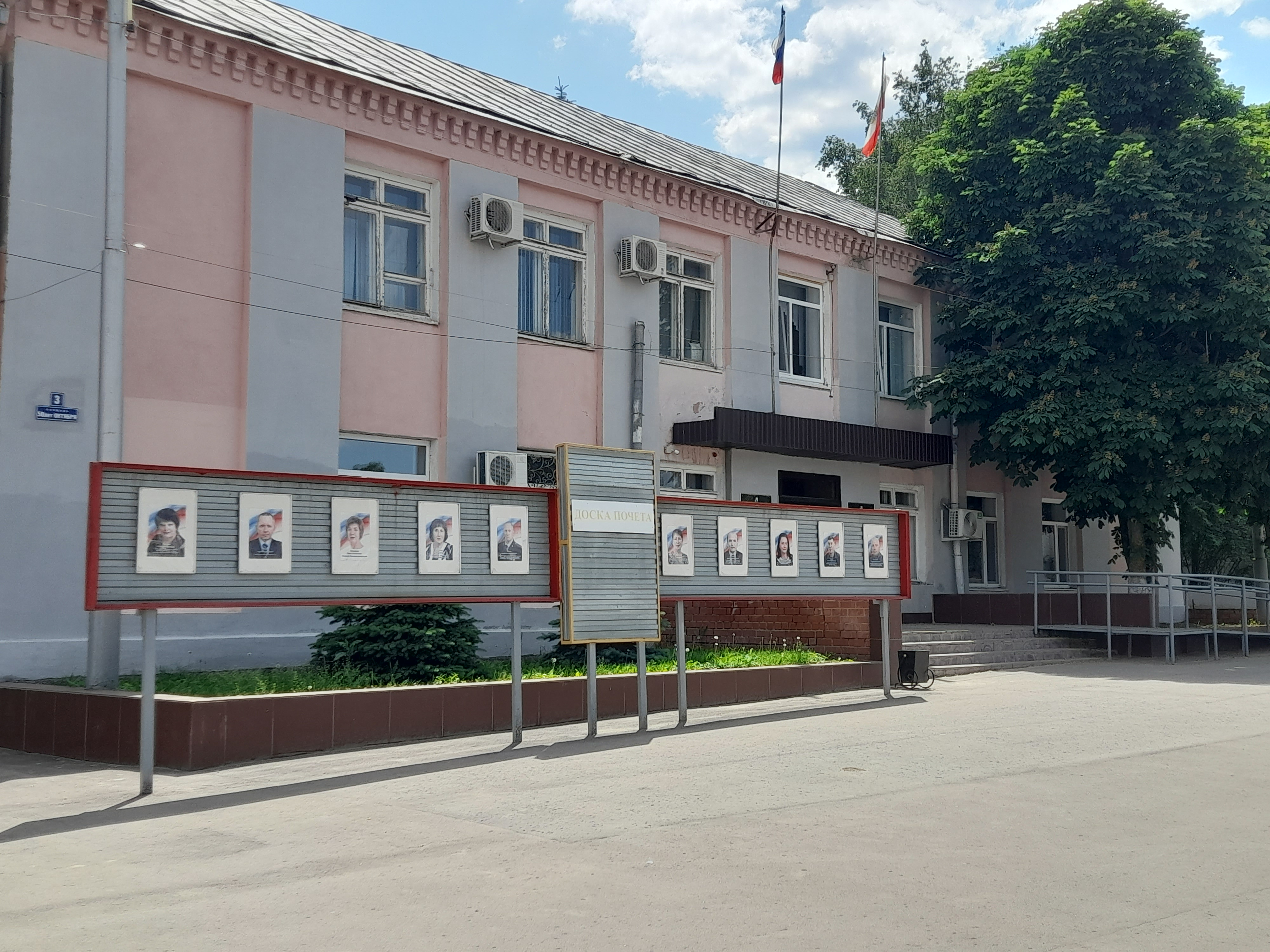
Доска Почёта
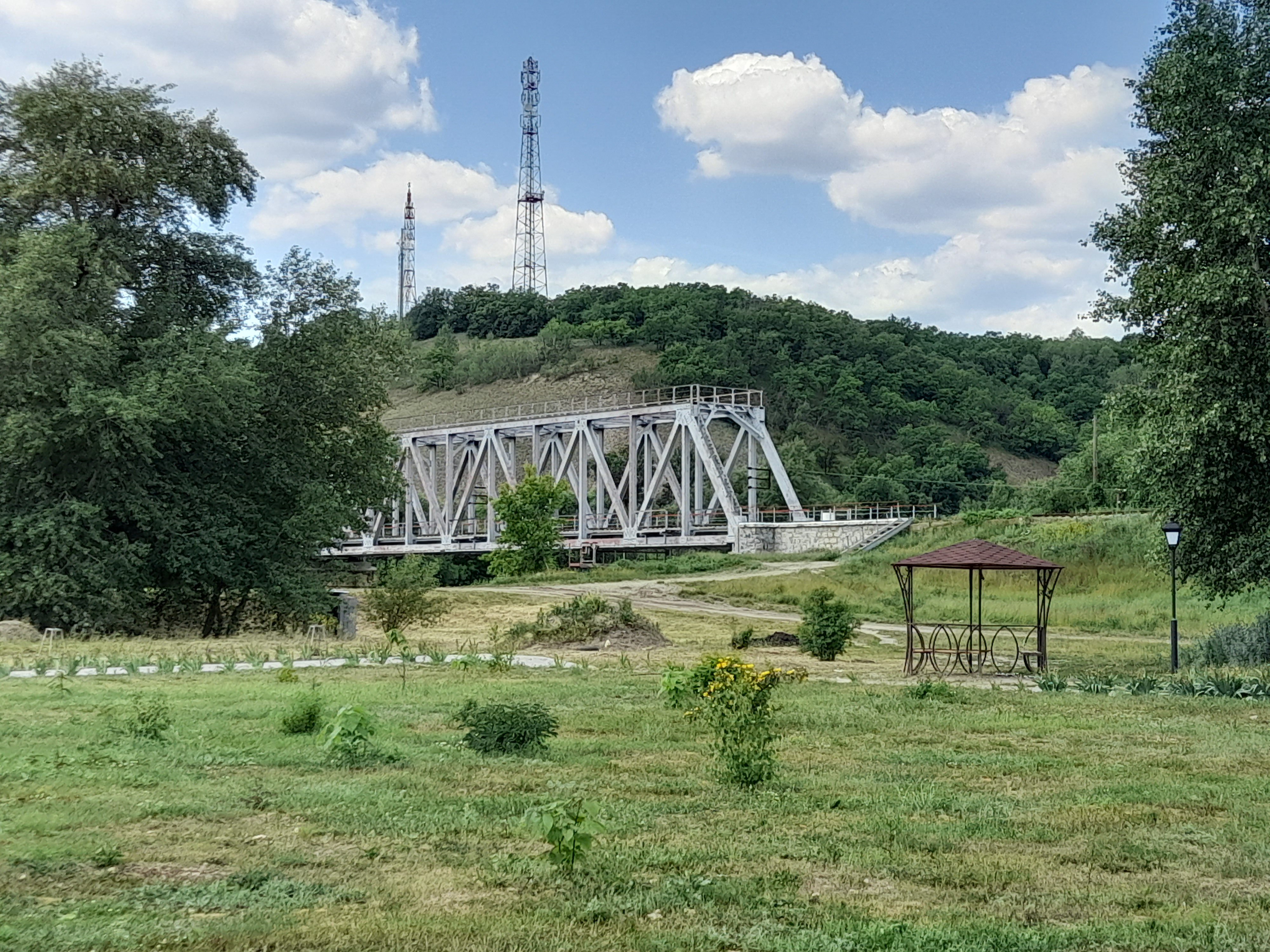
ЖД мост
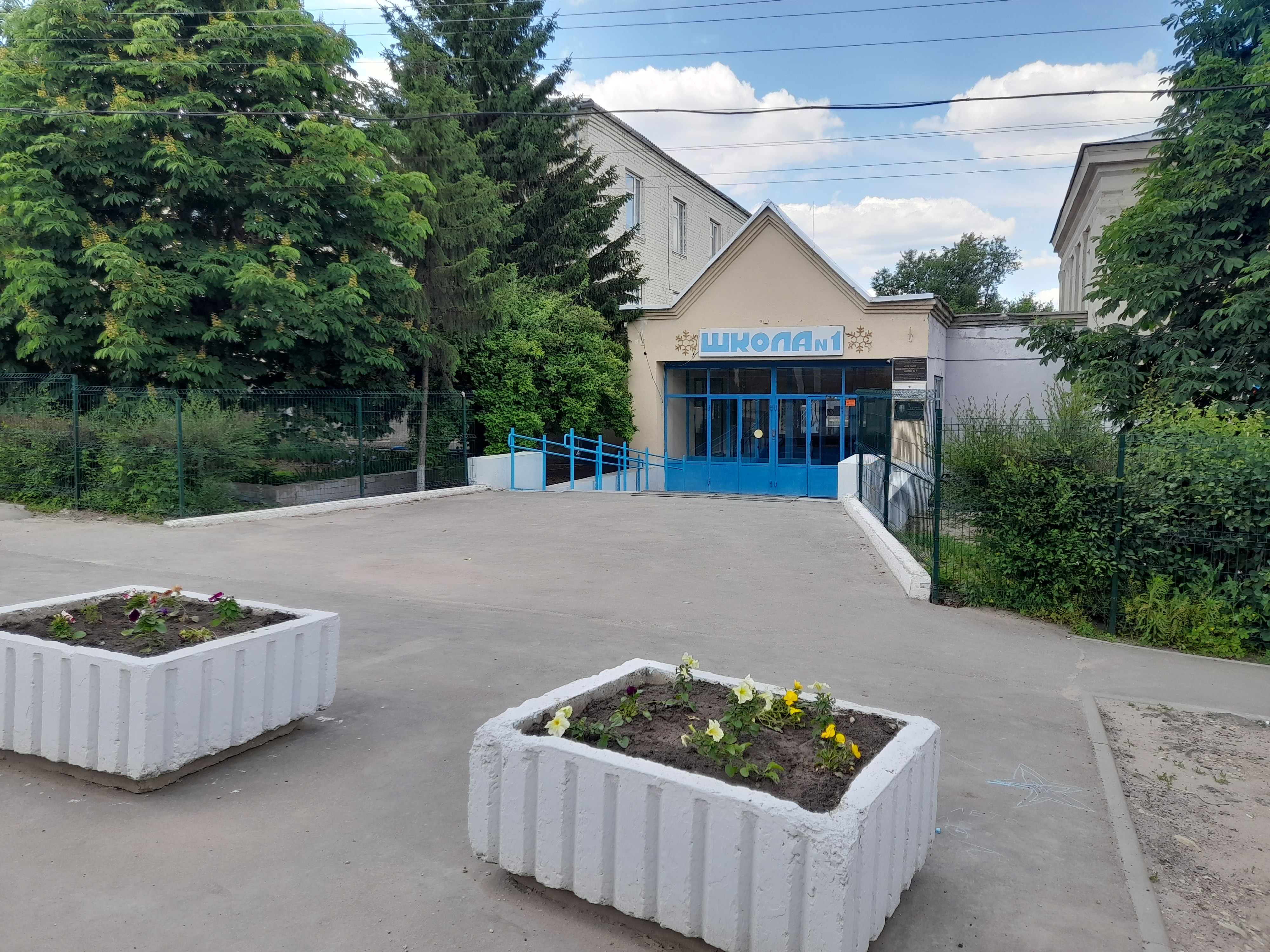
Школа №1
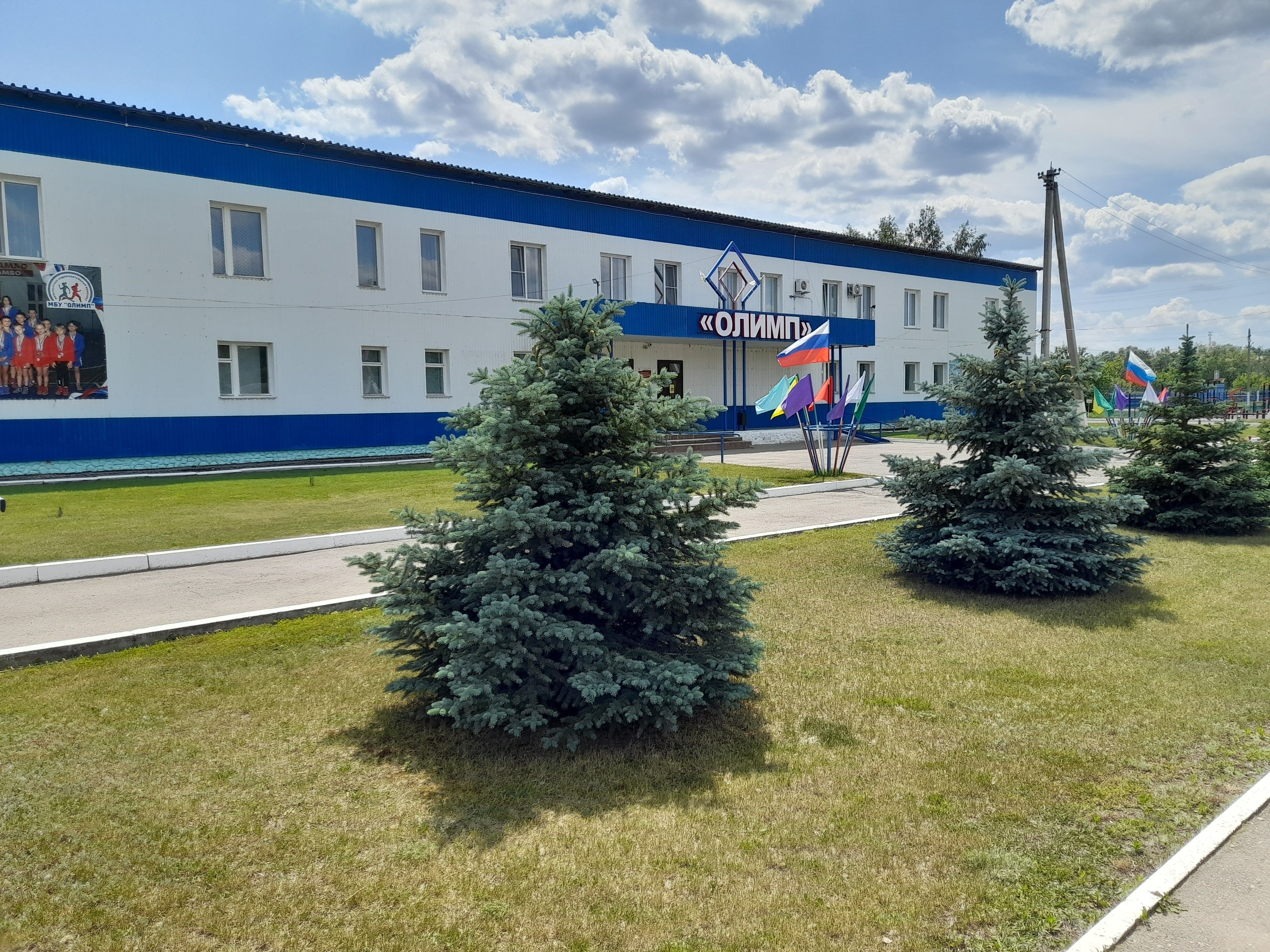
ФОК Олимп

Быт посёлка
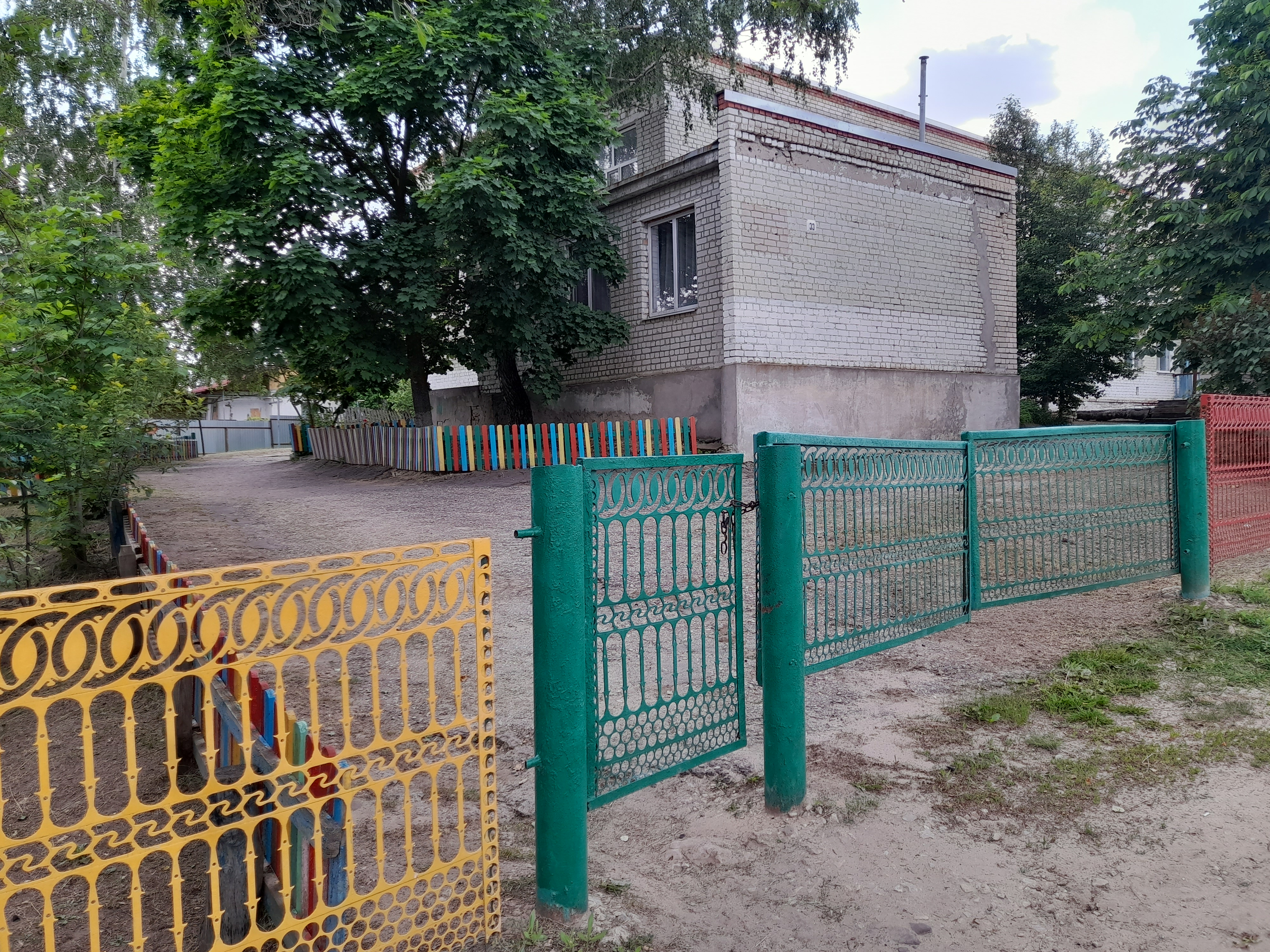
Детский сад Берёзка
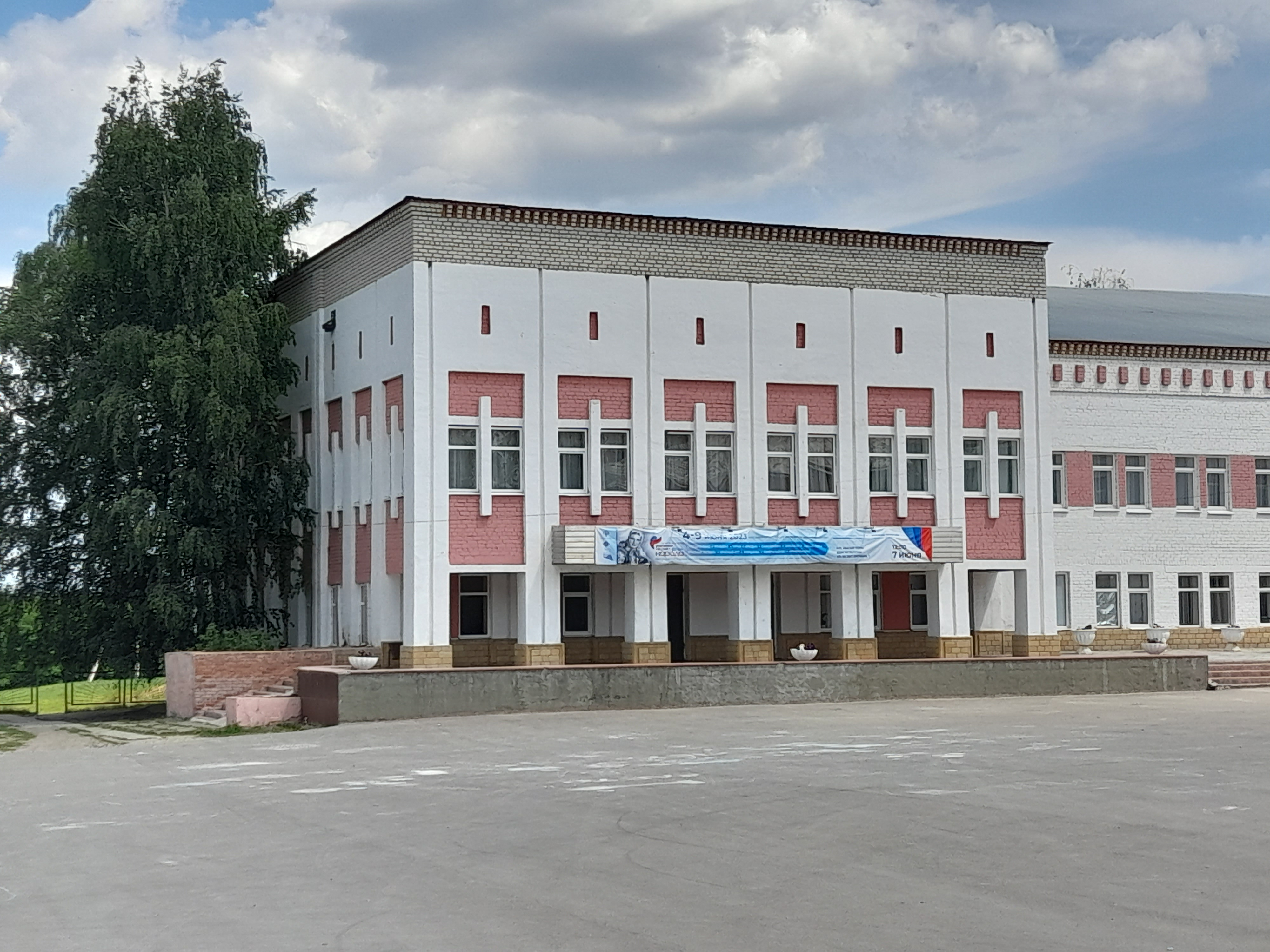
Дворец культуры
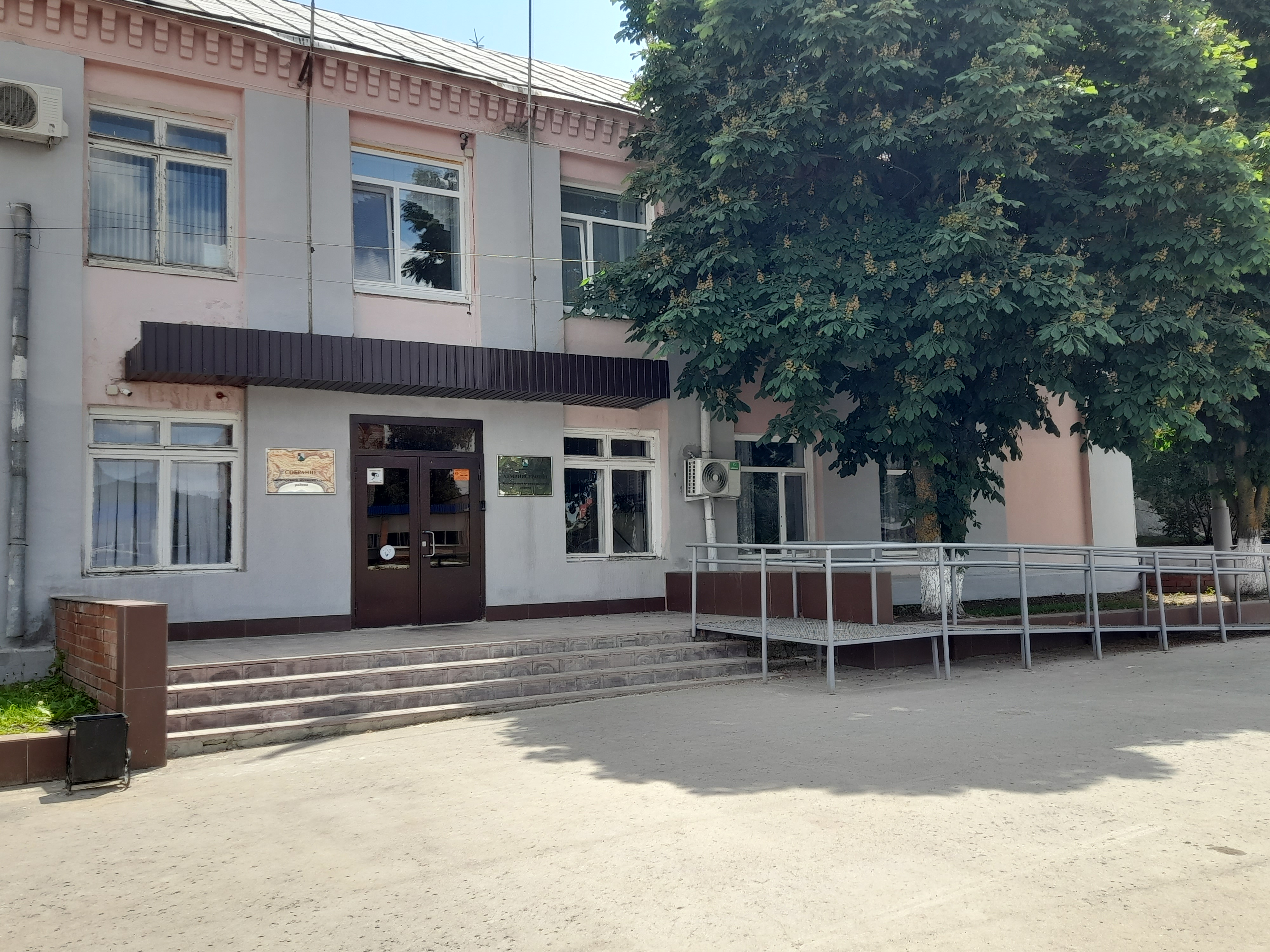
Администрация района
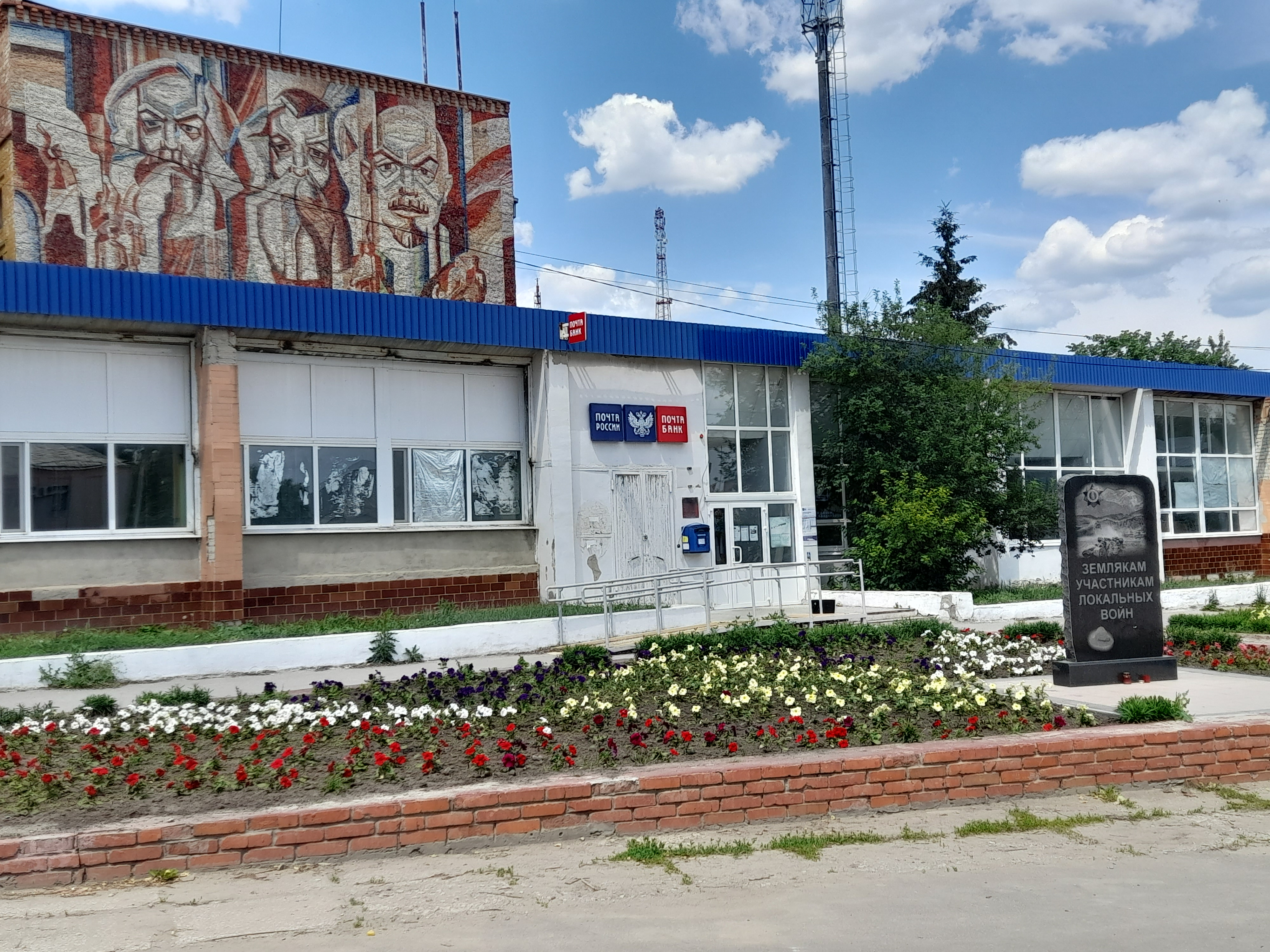
Почта

Памятники посёлка
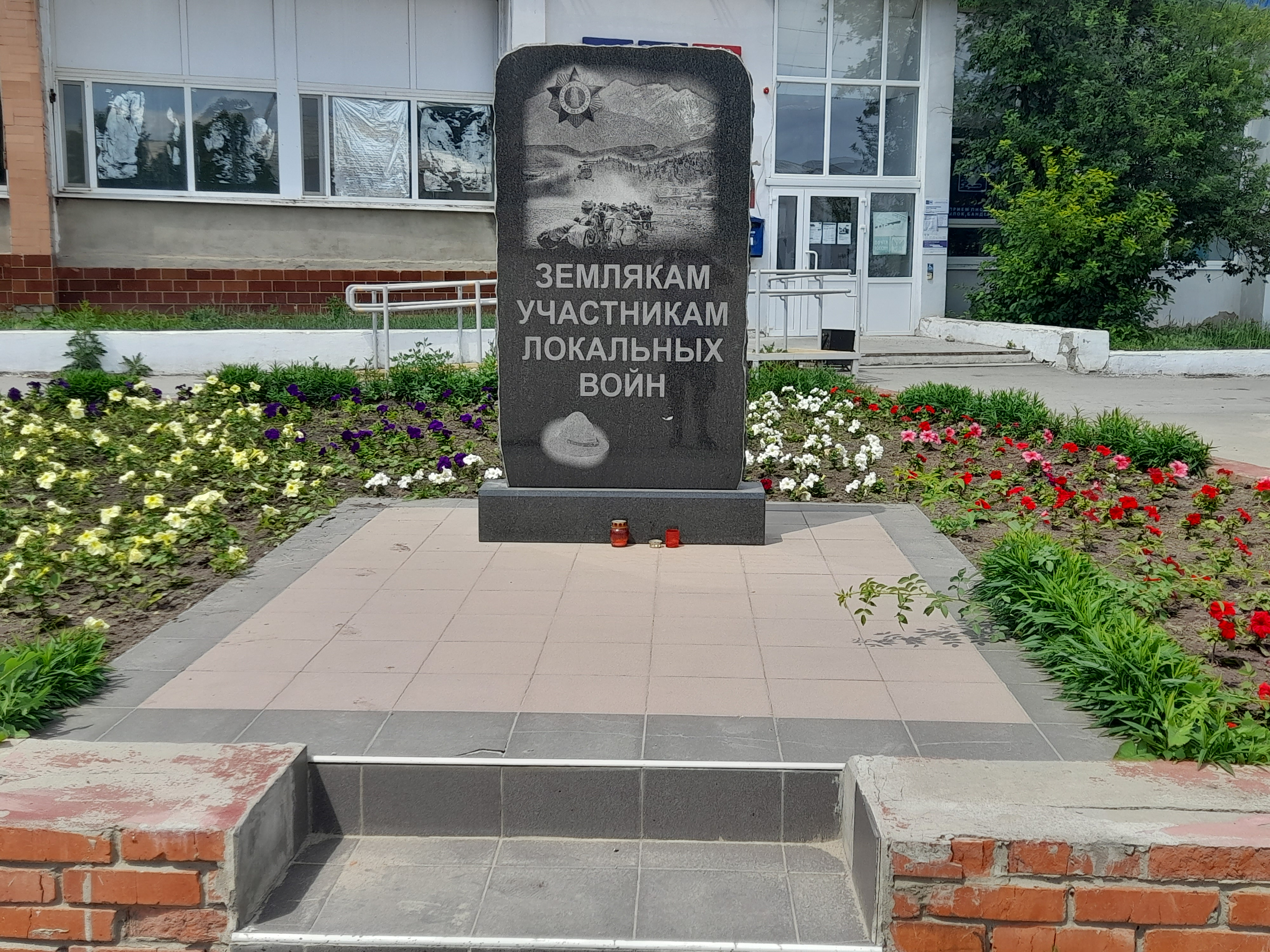
Памятник участникам локальных войн
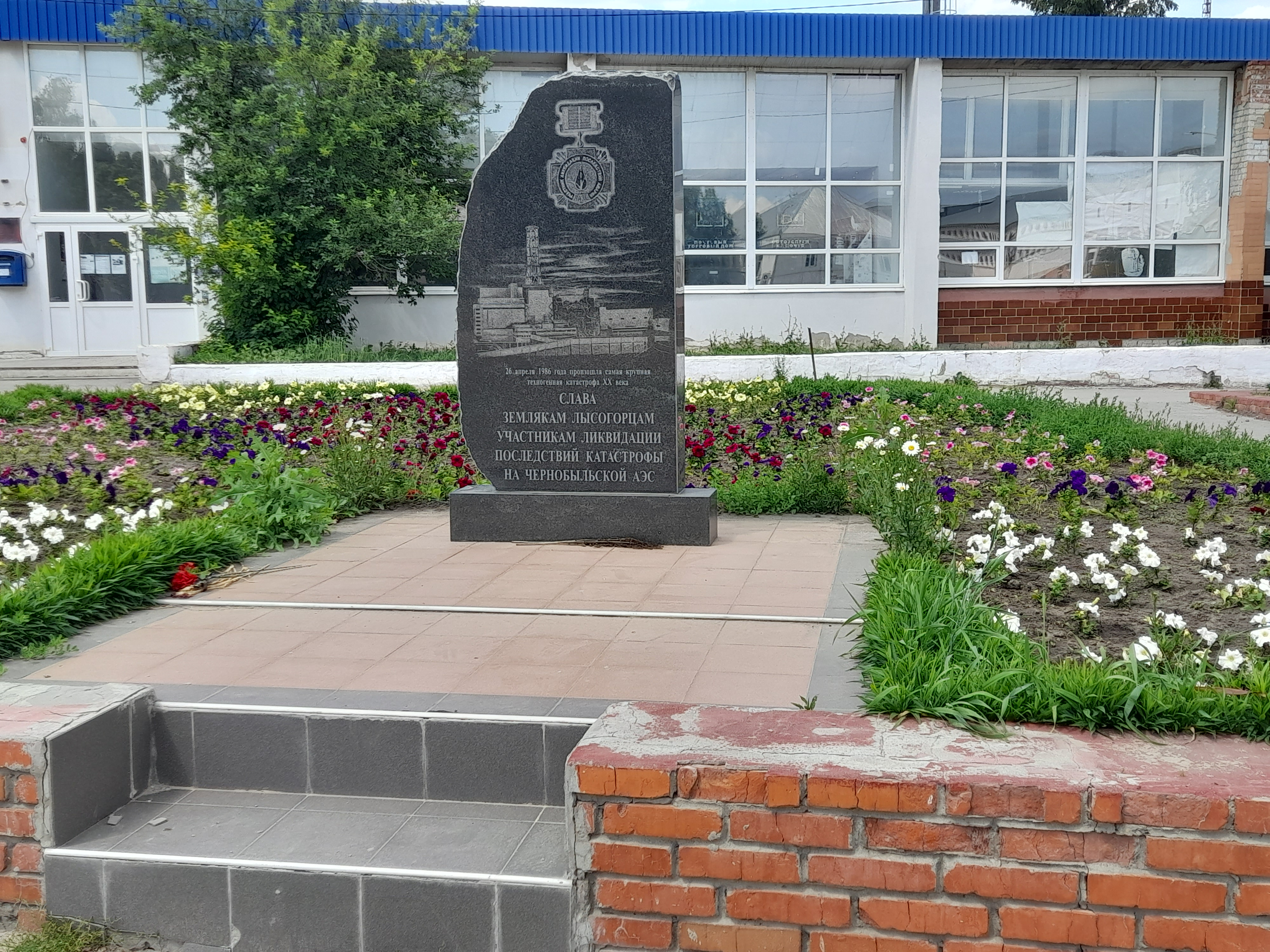
Памятник чернобыльцам
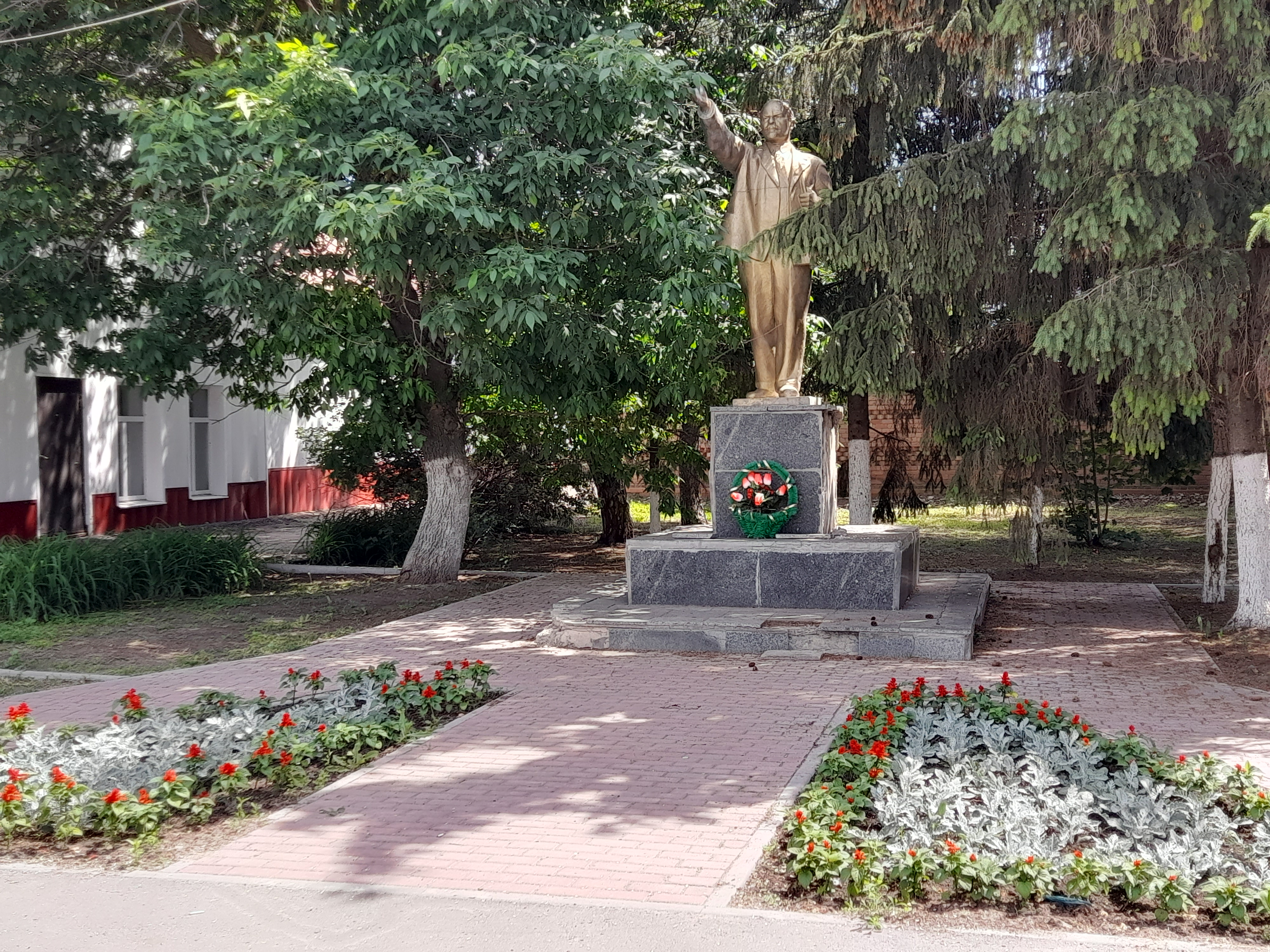
Памятник Ленину